# 泰湖 (蘇格蘭)

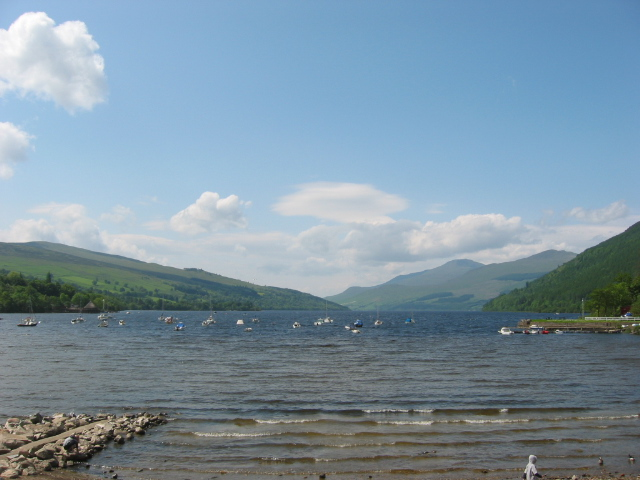
泰湖

泰湖（英語：Loch Tay）是蘇格蘭的湖泊，位於珀斯以西50公里的蘇格蘭高地，長23公里，面積26.4平方公里，最大水深150米，蓄水量1.6立方公里，平均水深61米，最大水深150米。

## 外部連結
- The Killin Web Site （页面存档备份，存于）
- The Scottish Crannog Centre （页面存档备份，存于）
- some facts about Loch Tay and its history

56°30′56″N 4°08′46″W / 56.51556°N 4.14611°W